# Bascov (rivier)
De Bascov is een zijrivier van de Roemeense rivier Argeș. De Bascov mondt in die rivier uit bij de plaats Pitești. Hij stroomt door de gemeenten Cotmeana, Drăganu en Bascov. De rivier is 35 kilometer lang en heeft een stroomgebied van 90 km².